# Axel Norén
Axel Vilhelm Lindberg Norén (Sölvesborg, 4 aprile 1999) è un calciatore svedese, difensore del Mjällby.

## Carriera

### Club
Norén è cresciuto a Sölvesborg e ha iniziato a giocare a calcio nel Sölvesborgs GIF. Successivamente è passato alla squadra Under-19 del Mjällby, il principale club della zona, venendo promosso in prima squadra nel 2017. Con i gialloneri, che all'epoca militavano nella serie nazionale, quell'anno ha anche partecipato agli spareggi per salire in Superettan, ma la promozione è sfumata a seguito del doppio confronto contro l'Örgryte. L'anno successivo ha contribuito alla netta conquista del primo posto in classifica, piazzamento che valse il salto di categoria.
Norén tuttavia è rimasto a giocare in terza serie con l'ingaggio da parte del Gefle avvenuto nel gennaio 2019, prima dell'inizio della stagione. Ha vestito la maglia biancazzurra per un anno e mezzo.
Il 25 agosto 2020, nell'ultimo giorno della sessione estiva del calciomercato svedese, è stato ceduto dal Gefle al Falkenberg, società che in quel momento occupava la quattordicesima e terzultima posizione nell'Allsvenskan 2020 dopo diciassette giornate. Con questo trasferimento, Norén ha giocato le sue prime dieci partite nella massima serie svedese, anche se a fine anno è arrivata la retrocessione. È rimasto anche per un altro anno, trascorso appunto in seconda serie, poi ha lasciato il club vista anche l'ulteriore retrocessione (la seconda nel giro di due anni) che ha portato il Falkenberg dalla Superettan alla Ettan.
Norén la stagione 2022 l'ha comunque disputata in terza serie, ma con la maglia del GAIS, a cui si è legato a parametro zero nel febbraio 2022 con un contratto fino alla fine dell'anno. Al termine di una stagione conclusa con il primo posto nel proprio girone della Ettan 2022 e la conseguente promozione, Norén e il club hanno firmato un rinnovo biennale. La scalata dei neroverdi è proseguita, con il contributo di Norén, anche in queste due stagioni seguenti, culminate rispettivamente con il secondo posto nella Superettan 2023 (che ha riportato la squadra nella massima serie dopo dodici anni) e con il sesto posto da neopromossi nell'Allsvenskan 2024.
Dal 2025 è tornato ad essere un giocatore del Mjällby.

### Nazionale
Nel maggio 2025 viene convocato per la prima volta in nazionale maggiore, in occasione delle gare di giugno.